# 17184 Карлроджерс
17184 Карлроджерс (17184 Carlrogers) — астероїд головного поясу, відкритий 13 листопада 1999 року.
Тіссеранів параметр щодо Юпітера — 3,214.